# Adam Opel
Adam Opel (Rüsselsheim, 9 de maio de 1837 — Rüsselsheim, 8 de setembro de 1895) fundou a firma Opel.

## Vida
Adam Opel foi o filho mais velho do serralheiro Philipp Wilhelm Opel. Começou sua vida profissional, assim como seus irmãos Georg e Wilhelm Opel, como aprendiz de serralheiro na oficina de seu pai. Os anos de aprendizagem itinerante o levaram a partir de 1857 através da Bélgica e Inglaterra para Paris, onde trabalhou em duas fábricas de máquinas de costura. Retornando à sua cidade natal fundou em 1862 sua própria fábrica de máquinas de costura. Em 1884 sua fábrica produzia 18 000 máquinas de costura por ano. Estava assim lançada a pedra fundamental para a firma Opel.

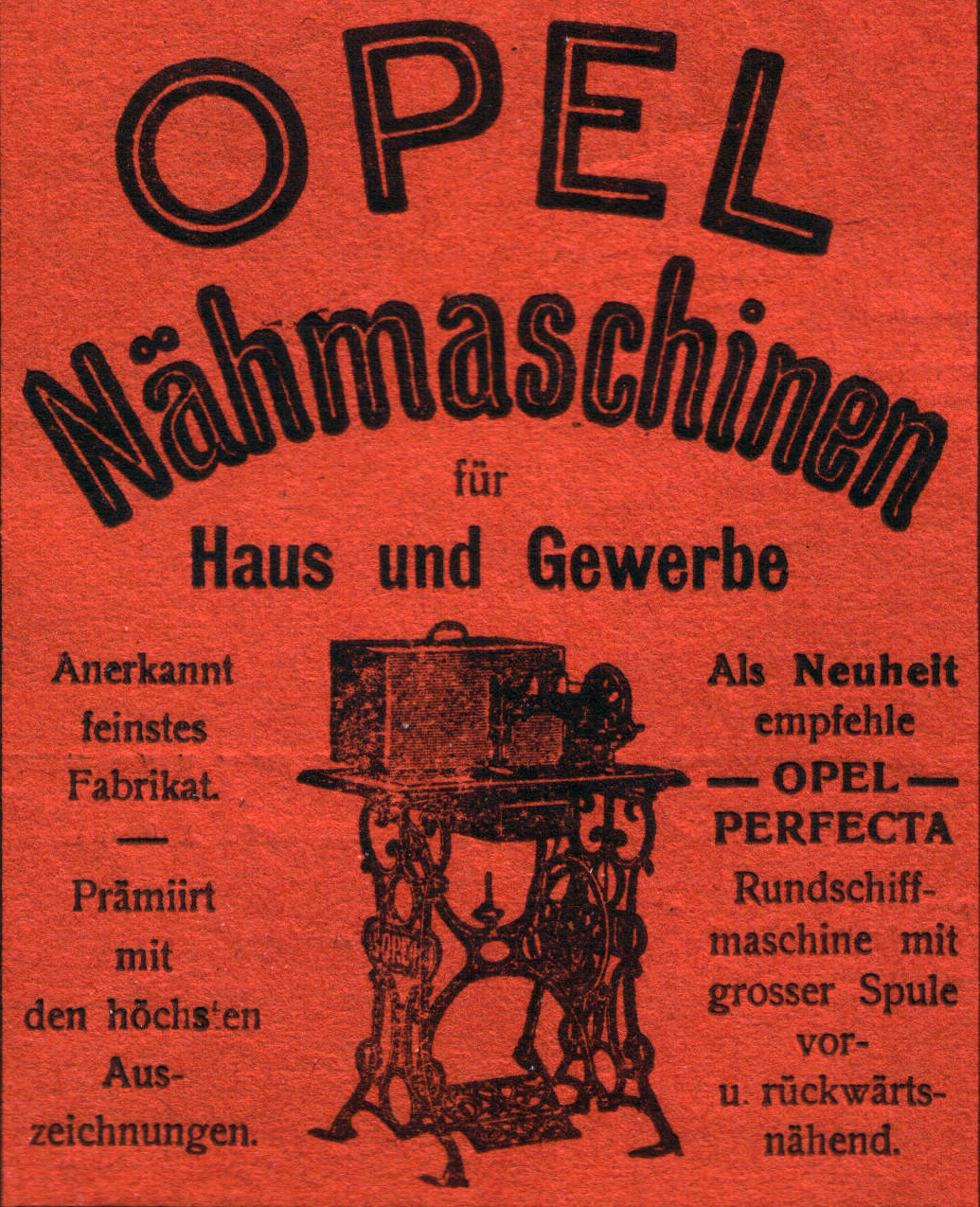
Werbung für Opel-Perfecta Nähmaschinen (1901)

Em 1868 casou com Sophie Opel, nascida Sophie Marie Scheller. Em 1886 Opel começou também a fabricar bicicletas. A firma Opel desenvolveu-se rapidamente como grande fabricante de bicicletas da Alemanha. Após sua morte em 1895, em consequência de febre tifoide, sua viúva Sophie assumiu a direção da firma, em companhia dos cinco filhos Carl, Wilhelm, Heinrich, Friedrich e Ludwig Opel. Três anos depois, em 1898, a família Opel começou a produzir automóveis. Wilhelm von Opel e Heinrich von Opel receberam em 1917 um título de nobreza do Grão-Ducado de Hessen, Carl von Opel obteve o título em 1918, e Friedrich Opel e Ludwig Opel permaneceram com o nome burguês.

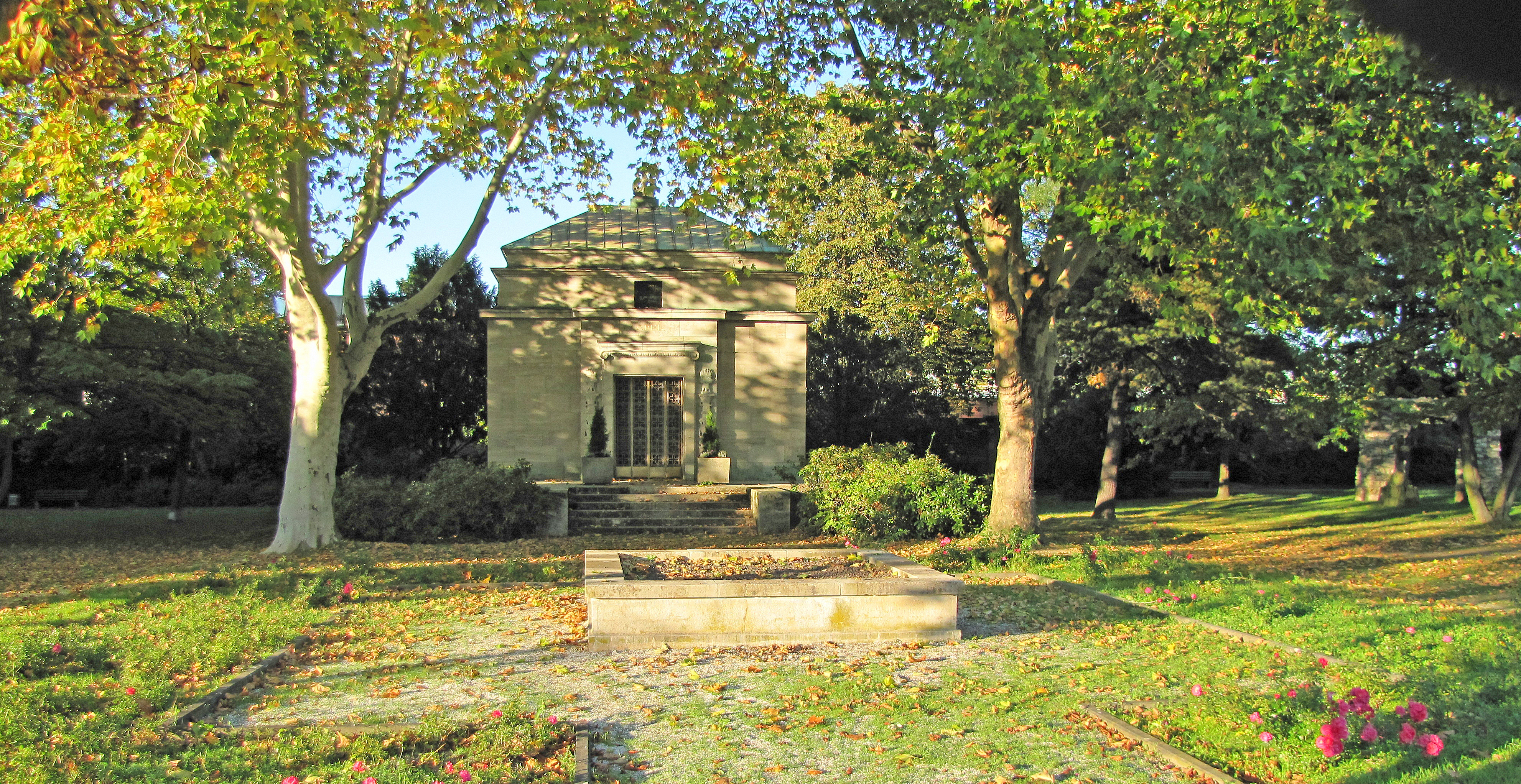
O mausoléu Opel em Rüsselsheim

Pouco antes de sua morte Adam Opel exclamou ao ver um automóvel: 
Desta caixa fedorenta não resultará nada mais que um brinquedo para milionários, que não sabem como esbanjar seu dinheiro!
A fábrica Opel em Kaiserslautern é denominada em sua homenagem (Adam Opel GmbH Kaiserslautern).

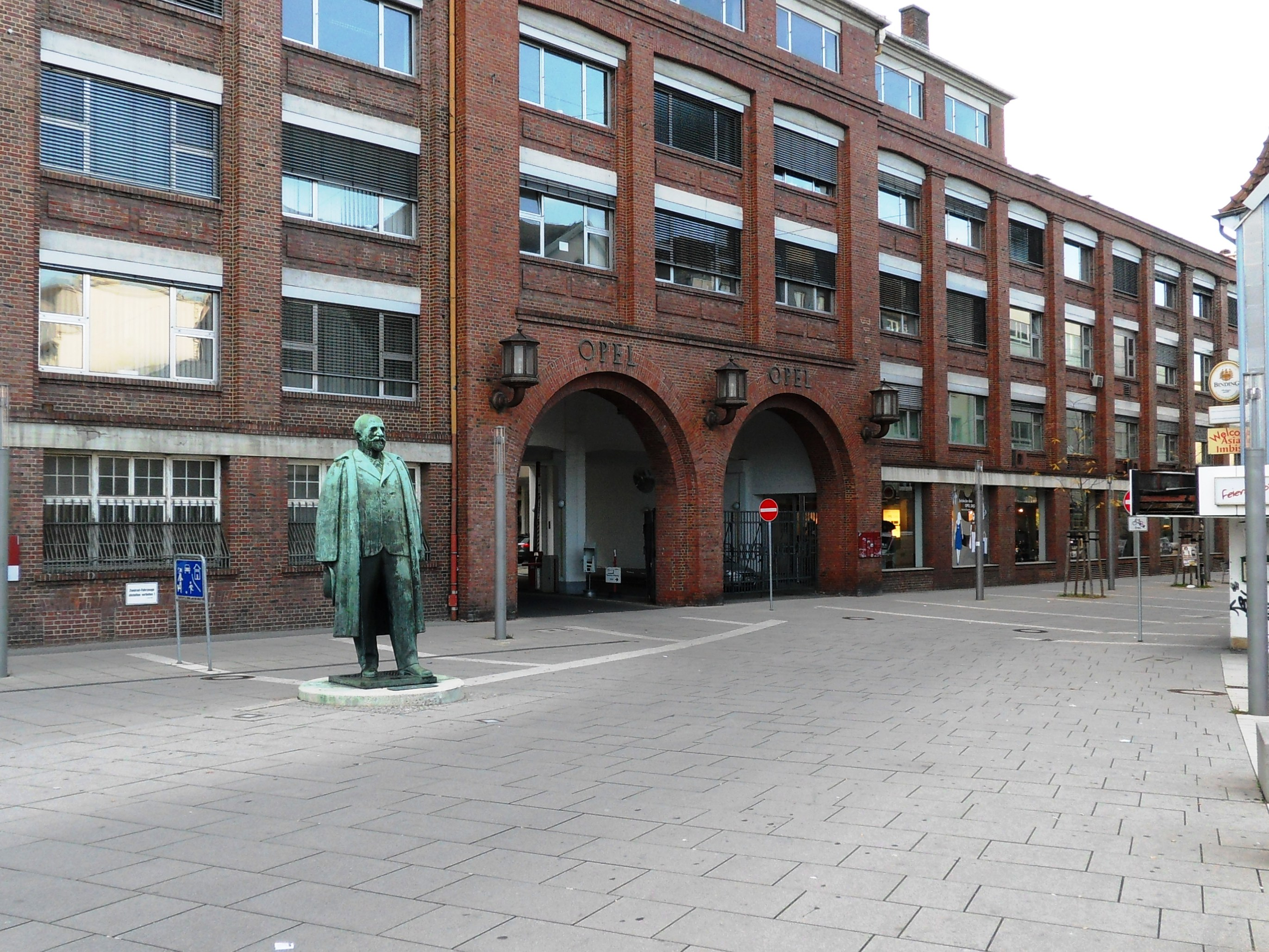
Monumento Adam Opel na entrada do portão principal da fábrica Opel em Rüsselsheim